# Eleutherobia flammicerebra
Eleutherobia flammicerebra is een zachte koraalsoort uit de familie Alcyoniidae. De koraalsoort komt uit het geslacht Eleutherobia. Eleutherobia flammicerebra werd in 2003 voor het eerst wetenschappelijk beschreven door Williams. 